# Leo Oliveira (futebolista, 1983)
Leonardo Luís Andrade de Oliveira (Rio de Janeiro, 25 de janeiro de 1983), mais conhecido como Léo Oliveira, é um ex-futebolista brasileiro que atuava como volante.
Durante sua carreira, colecionou passagens por clubes de expressão, como Flamengo, Gama e Brasiliense.
Atualmente, Léo Oliveira está no elenco do America, time que defende desde 2011 e que em 2013 disputa a série B do Campeonato Carioca.

## Carreira
Começando sua carreira no Marília, em 2002, Léo Oliveira transferiu-se para o Nova Iguaçu, no final de 2004.
Disputando a segunda divisão do Campeonato Estadual, foi destaque na campanha que levou o Nova Iguaçu ao título daquela competição.
Após o bom desempenho no Nova Iguaçu, foi emprestado ao Flamengo em 2006, tendo participado da conquista da Copa do Brasil.
Inicialmente, titular da equipe rubro-negra, Léo acabou perdendo sua posição, com as subsequentes contratações de Leo Medeiros e Paulinho.
Em 2007, após desvincular-se do Flamengo, Léo Oliveira jogou pelo Gama e pelo Mesquita.
Anunciado como reforço do Madureira, para a disputa do Campeonato Carioca de 2008, Léo seguiu para o Brasiliense, assim que o campeonato terminou.
Em 2009 foi contratado pelo Duque de Caxias para a disputa do Campeonato Carioca e da série B do Brasileirão.
Em 2011 foi contratado pelo America, onde participou da campanha do Campeonato Carioca em que o clube foi rebaixado à série B. Continuou no clube em 2012, disputando a série B do Campeonato Carioca.
2015- Contratado pelo Rio Branco para a disputa do campeonato Capixaba, foi um dos destaques da equipe sendo inclusive o Capitão da equipe.

## Títulos
Rio Branco-ES
- Campeonato Capixaba: 2015

Flamengo
- Copa do Brasil: 2006[2]